# فضيلة الأنانية
فضيلة الأنانية: مفهوم جديد للأنانية (بالإنجليزية: The Virtue of Selfishness)‏ هو كتاب مكون من مجموعة مقالات صَدرت عام 1964م للفيلسوفة آين راند والكاتب ناثانيال براندن . ظهرت معظم المقالات في الأصل في "النشرة الإخبارية الموضوعية" . يطرح الكتاب القضايا الأخلاقيةَ من منظور فلسفة آين راند الموضوعية . بعض موضوعاته تتضمن تحديد ما هي الأنانية والتحقق من صحتها كمدونة أخلاقيةَ عقلانيةَ، وتدمير الإيثار(الإهتمام بالاخرين بدل النفس) ، وطبيعة الحكومة المناسبة.

## ملخص
يحتوي الكتاب على 19 مقالة، 14 منها كتبهتا آين راند و5 كتبها ناثانيال براندن، بالإضافة إلى المقدمة التي كتبهتا آين راند. تم نشر جميع المقالات باستثناء واحدة في النشرة الإخبارية الموضوعية ، وهي مجلة أطلقتها آين راند وناثانيال براندن في عام 1962م. كان الاستثناء هو المقال الأول للكتاب، "الأخلاق الموضوعية"، والذي كان عبارة عن ورقة بحثية ألقتها آين راند في جامعة ويسكونسن خلال ندوة حول "الأخلاق في عصرنا". تشرح "الأخلاق الموضوعية" أسس نظرية آين راند الأخلاقية. وتتناول مقالاتها الأخرى مجموعة متنوعة من المواضيع الأخلاقية، وغالبًا ما تتحدى وجهات النظر الشائعة حول قضايا مثل التسوية والاحكام الأخلاقية. أما مقالات ناثانيال براندن، مثل "الفردية المزيفة" و"علم نفس المتعة"، فهي تقدم وجهة نظر أكثر تركيزًا على علم النفس للأخلاق.

## إستخدام مصطلحالأنانية
يعد وصف آين راند للأنانية كفضيلة، بما في ذلك عنوان الكتاب، أحد أكثر عناصر الكتاب إثارة للجدل. وقد قال الفيلسوف تشاندران كوكاثاس حيال موقف آين راند بشأن هذه النقطة "جلب لها سمعة سيئة، لكنه أبعدها عن التيار الفكري السائد".

#### رأي آين راند
اعترفت آين راند في مقدمة الكتاب بأن مصطلح "الأنانية" لم يستخدم لوصف السلوك الفاضل، لكنها أصرت على أن استخدامها كان متسقًا مع معنى أكثر دقة للمصطلح بأنه ببساطة "الاهتمام بمصالح الفرد الخاصة". وقالت آين راند إن مساوات الأنانية بالشر تسببت في "توقف التطور الأخلاقي للبشرية" وهو مايجب رفضه.

#### رأي النقاد
عارض النقاد تفسير راند لهذا المصطلح. حيث وصفت الكاتبة النسوية التحررية شارون بريسلي استخدام آين راند لـ "الأنانية" بأنه "خاص بشكل منحرف" ومخالف لمعنى القاموس للمصطلح، على الرغم من ادعاءات آين راند بعكس ذلك. تعتقد بريسلي أن استخدام المصطلح قد تسبب في تشويه حجج آين راند بشكل متكرر. وقد رفض أستاذ الفلسفة ماكس هوكوت عبارة "فضيلة الأنانية" باعتبارها "إفراطًا بلاغيًا"، قائلاً إنه "بدون مؤهلات وتفسيرات، فهي متناقضة للغاية بحيث لا تستحق مناقشة جادة".
في المقابل، وصف الفيلسوفان دوغلاس جي. دن أويل ودوغلاس بي. راسموسن رد آين راند على سؤال سبب استخدامها لهذا المصطلح بأنه "ليس عدائيًا ولا دفاعيًا، بل عميقًا". وقال الفيلسوف كريس ماثيو شيبارا إن ما إذا كانت آين راند قد وصفت بدقة معنى المصطلح أنه أمر "قابل للنقاش"، لكنه قال إن موقف راند الفلسفي يتطلب تغيير المعاني التقليدية لبعض المصطلحات من أجل التعبير عن آرائها دون اختراع كلمات جديدة تمامًا. كتب أستاذ الفلسفة ستيفن هيكس في موسوعة الإنترنت للفلسفة أن "العنوان الاستفزازي" لراند يقابله "أطروحة استفزازية بنفس القدر حول الأخلاق".

## تاريخ النشر

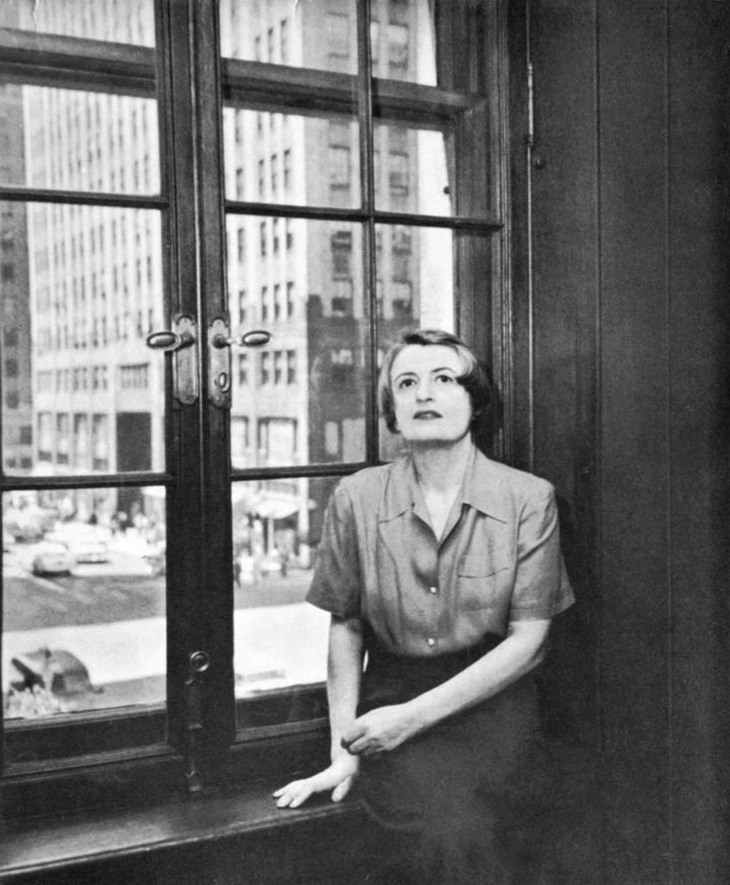
آين راند في عام 1957م

جاءت فكرة إنشاء مجموعة من مقالات آين راند في البداية من بينيت سيرف من راندوم هاوس ، الذي نشر اثنين من كتب آين راند السابقة (كتاب حينما هز أطلس كتفيه وكتاب من أجل مفكر جديد) . اقترحت آين راند مجموعة من المقالات بعنوان "الحدود الفاشية الجديدة" ، بعد خطاب ألقته في منتدى فورد هول انتقدت فيه آراء الرئيس الأمريكي جون كينيدي . وبسبب عدم ارتياح بينيت سيرف لمقارنة آين راند بين الرئيس جون كينيدي وأدولف هتلر ، طلب من آين راند اختيار عنوان كتاب مختلف. رفضت آين راند هذا الطلب وتركت راندوم هاوس (وكذلك أنهت صداقتها مع بينيت سيرف)، واختارت المكتبة الأمريكية الجديدة كالناشر لكتابها الجديد. فضيلة الأنانية حملت عنوانًا مختلفًا ولم تتضمن مقالتها عن جون كينيدي؛ لأنه قد اغتيل قبل نشر الكتاب، مما جعل موضوع المقال محل جدال.

## استقبال الكتاب
أصبح الكتاب واحدًا من أقوى الأعمال الواقعية (غير الخيالية) مبيعًا لآين راند، حيث بيع منه أكثر من 400،000 نسخة في الأشهر الأربعة الأولى من صدوره،  وأكثر من 1.4 مليون نسخة بحلول عام 2014.
وصفت الباحثة ميمي ريزل جلادشتاين مجموعة المقالات بأنها "انتقائية" و"جذابة للقراء المهتمين غير الأكاديميين أو غير المتخصصين وكذلك للطلاب الأكثر جدية في فلسفة الموضوعية". وقد أفادت ميمي ريزل جلادشتاين أن عددًا من المراجعات المعاصرة تُري مقارنت آراء آين راند بالوجودية .
في كتابه الفوز من خلال التخويف ، قال مؤلف المساعدة الذاتية روبرت جيه رينجر إن فضيلة الأنانية هي "تُحفة" آين راند.
في ظهور علني، قال الكاتب كريستوفر هيتشنز : "على الرغم من أنني أكن بعض الاحترام لـ فضيلة الأنانية ، وهي مجموعة من المقالات... لا أعتقد أن هنالك أي حاجة إلى مقالات تدعو إلى الأنانيةَ بين البشر. ولا أعرف ما كان هو انطباعكم، ولكن بعض الأشياء لا تحتاج إلى مزيد من التعزيز." 

## أنظر أيضاً
- كتاب آين راند السابق: من أجل مفكر جديد
- كتاب آين راند التالي: الرأسمالية: النموذج المثالي المجهول
- أنانية أخلاقية
- الموضوعية